# Хане-Хурси
Хане-Хурси (Хашхурси, пол. Chanie-Chursy) — село в Польщі, у гміні Нурець-Станція Сім'ятицького повіту Підляського воєводства.
Населення — 35 осіб (2011).

## Історія
Вперше згадується у 1592 році.

## Демографія
Демографічна структура станом на 31 березня 2011 року:
|          | Загалом | Допрацездатний вік | Працездатний вік | Постпрацездатний вік |
| -------- | ------- | ------------------ | ---------------- | -------------------- |
| Чоловіки | 18      | 8                  | 6                | 4                    |
| Жінки    | 17      | 2                  | 9                | 6                    |
| Разом    | 35      | 10                 | 15               | 10                   |